# RKSV Sittardia in het seizoen 1957/58
Het seizoen 1957/1958 was het vierde jaar in het bestaan van de Sittardse betaaldvoetbalclub Sittardia. De club kwam uit in de Eerste divisie B en eindigde daarin op de vierde plaats. Tevens deed de club mee aan het toernooi om de KNVB Beker, hierin werd in de derde ronde verloren van Helmondia '55 (2–3).

## Wedstrijdstatistieken

### Eerste divisie B
|       | Eindhoven | Fortuna | Haarlem | Helmondia '55 | Hermes DVS | KFC   | Leeuwarden | Limburgia | RCH   | Rigtersbleek | SHS   | Stormvogels | De Volewijckers | Wageningen | Xerxes |
| ----- | --------- | ------- | ------- | ------------- | ---------- | ----- | ---------- | --------- | ----- | ------------ | ----- | ----------- | --------------- | ---------- | ------ |
| Thuis | 3 – 2     | 4 – 0   | 4 – 1   | 0 – 1         | 5 – 2      | 4 – 1 | 1 – 1      | 1 – 2     | 3 – 2 | 4 – 1        | 2 – 1 | 1 – 1       | 1 – 1           | 2 – 1      | 4 – 2  |
| Uit   | 2 – 3     | 0 – 3   | 2 – 1   | 2 – 1         | 2 – 2      | 0 – 0 | 3 – 0      | 2 – 2     | 1 – 0 | 1 – 2        | 3 – 2 | 2 – 0       | 1 – 3           | 3 – 0      | 1 – 3  |

### KNVB Beker
| 1e ronde                                              | RIOS '31                                   | 0 – 7 (0 – 3) | Sittardia                                                                                     |
| 26 december 1957 Plaats: Echt Sportpark In de Bandert |                                            |               | 30', –' Harie Ehlen 35' Gerard Gruisen 40' Thei Huisman 50', –' Hein Strouken 80' Johan Adang |
| 2e ronde                                              | Rapid JC                                   | 1 – 2 (1 – 2) | Sittardia                                                                                     |
| 15 februari 1958 Plaats: Kerkrade Kaalheide           | Hub Bisschops 25'                          |               | 30' Gerard Gruisen 40' Harie Ehlen                                                            |
| 3e ronde                                              | Helmondia '55                              | 3 – 2 (2 – 1) | Sittardia                                                                                     |
| 21 mei 1958 Plaats: Helmond De Braak                  | André Roosenburg Harrie Duda Frans Stallen |               | –' (e.d.) Cor van den Molengraft 50' Onbekend                                                 |

## Statistieken Sittardia 1957/1958

### Eindstand Sittardia in de Nederlandse Eerste divisie B 1957 / 1958
| Stand | Gespeeld | Gewonnen | Gelijk | Verloren | Punten | Doelpunten voor | Doelpunten tegen |
| ----- | -------- | -------- | ------ | -------- | ------ | --------------- | ---------------- |
| 4e    | 30       | 15       | 6      | 9        | 36     | 61              | 44               |

### Topscorers
| #                 | Naam            | Goal |
| ----------------- | --------------- | ---- |
| 1.                | Harie Ehlen     | 19   |
| 2.                | Johan Adang     | 8    |
| 3.                | Gerard Gruisen  | 7    |
| 3.                | Thei Huisman    | 7    |
| 5.                | Hein Strouken   | 6    |
| 6.                | Sef Dieteren    | 4    |
| 7.                | Math Schmeitz   | 3    |
| 8.                | Antoine Gardier | 2    |
| 9.                | Rob Harte       | 1    |
| 9.                | Jan Mulder      | 1    |
| 9.                | Ad van der Weij | 1    |
| 9.                | Jo Werdens      | 1    |
| Onbekend doelpunt |                 |      |
| –                 | Onbekend        | 1    |
| Totaal            | Totaal          | 61   |

| #                 | Naam                                   | Goal |
| ----------------- | -------------------------------------- | ---- |
| 1.                | Harie Ehlen                            | 3    |
| 2.                | Gerard Gruisen                         | 2    |
| 2.                | Hein Strouken                          | 2    |
| 4.                | Thei Huisman                           | 1    |
| 4.                | Johan Adang                            | 1    |
| Eigen doelpunt    |                                        |      |
| –                 | Cor van den Molengraft (Helmondia '55) | 1    |
| Onbekend doelpunt |                                        |      |
| –                 | Onbekend (tegen Helmondia '55)         | 1    |
| Totaal            | Totaal                                 | '    |